# Maurilia rufescentibrunnea
Maurilia rufescentibrunnea är en fjärilsart som beskrevs av Embrik Strand 1915. Maurilia rufescentibrunnea ingår i släktet Maurilia och familjen trågspinnare. Inga underarter finns listade i Catalogue of Life.